# Oskowo (przystanek kolejowy)
Oskowo – nieczynny przystanek osobowy w Oskowie, w powiecie lęborskim, w województwie pomorskim, w Polsce.